# Osiedle Piastowskie (Piotrków Trybunalski)
Osiedle Piastowskie – osiedle i jednostka pomocnicza Piotrkowa Trybunalskiego.

## Położenie
Osiedle jest położone w centrum miasta.
Granicami osiedla jako jednostki administracyjnej są ulice:
- od północy: Al. Piłsudskiego (południowa strona), Al. Kopernika (południowa strona do ul. Batorego)
- od południa: ul. Ciepła (północna strona), ul. Próchnika (zachodnia strona od ul. Ciepłej do ul. Żeromskiego)
- od wschodu: ul. Batorego (zachodnia strona), ul. Reymonta (zachodnia strona do ronda Żołnierzy Wyklętych), ul. Żeromskiego (od ul. Próchnika do ronda Żołnierzy Wyklętych)
- od zachodu: tory kolejowe (od Al. Piłsudskiego do ul. Ciepłej)

W węższym znaczeniu Osiedlem Piastowskim nazywany był zespół ponad 20 bloków mieszkalnych wybudowanych głównie w latach 60. XX w. pomiędzy ulicami: Próchnika, Roosevelta, Czarną, Piłsudskiego i Aleją 3 Maja.

## Historia
Według programu regulacyjnego miasta z 1878 teren obecnego osiedla przeznaczony był pod przyszłą dzielnicę handlową, nie został on jednak ówcześnie zrealizowany. W 1927 ukończono budowę okazałej Hali Targowej według projektu Władysława Horodeckiego. W tym samym roku wokół hali uruchomiono targowisko miejskie, likwidując jednocześnie dotychczasowe targowiska przy Placu Kościuszki, na Rynku Trybunalskim i na Placu Zamkowym. Przed budynkiem hali założono ogród spacerowy zaprojektowany przez Leona Danielewicza.
Pierwsze powojenne domy mieszkalne na osiedlu zaczęto wznosić w 1959. Miały one służyć pracownikom istniejącego w pobliżu już wcześniej obszaru zakładów przemysłowych, skupionych wokół dworca towarowego PKP. W 1970 ukończono w pobliżu hali targowej budowę dwóch pierwszych w mieście 12-piętrowych punktowców. Budowę przeprowadziło Piotrkowskie Przedsiębiorstwo Budowlane według projektu zespołu inż. arch. Żołubaka z Wojewódzkiego Biura Projektów w Łodzi.